# Калемегдан
Калемегдан је највећи београдски парк. Истовремено је најзначајнији културно-историјски комплекс, у којем доминира Београдска тврђава изнад ушћа Саве у Дунав. Назив Калемегдан односи се само на просторни плато око тврђаве који је осамдесетих година 19. века претворен у парк . Плато је, док је тврђава била главно војно упориште Београда, служио да се непријатељ осмотри и сачека за борбу. Његово име потиче од турских речи кале („тврђава“) и мегдан („бојиште“). Турци су Калемегдан називали и Фићир-бајир што значи „брег за размишљање“.

## Историја
Преуређивање у парк отпочело је, после предаје тврђаве Србима (1867), по наређењу кнеза Михаила Обреновића. Идејне скице за уређење Калемегдана направио је први београдски урбаниста Емилијан Јосимовић. Зеленило је засађено између 1873. и 1875. године, када је Београдском тврђавом командовао пуковник Драгутин Жабарац, некадашњи први ађутант кнеза Михаила Обреновића.
Планско уређивање Калемегдана је почело 1890. године. Тада је војска предала парк Београдској општини. Ондашњи председник општине Никола Пашић одобрио је први кредит за уређивање Калемегдана од 10.000 тадашњих динара. Године 1905, приступило се проширивању парка, уређивањем Малог Калемегдана, који се простирао од павиљона "Цвијета Зузорић" до Зоолошког врта.
Пре Првог светског рата Калемегдански парк завршавао се на месту где су сада камене степенице (воде према доњој тераси). Земљиште иза ових степеница било је све до 1929. потпуно неуређено и обрасло коровом. После 1931. парковске површине проширене су и на Горњи град. На Малом Калемегдану се налазила једна врста вашара, са "ринглшпилом" и шатрама са забавним садржајима. У парку је постављено више споменика познатим културним и јавним радницима. На Калемегдану се налазе Војни музеј, Уметнички павиљон „Цвијета Зузорић“, Завод за заштиту споменика културе града Београда, Зоолошки врт, Римски бунар, дечји забавни парк, Гробница народних хероја, већи број спортских игралишта и угоститељских објеката и Природњачки музеј.
У септембру 2010. на Калемегдану у захвалност народу Јапана откривена је Јапанска чесма.

## Галерија
- Део Калемегдана зими
- Савско шеталиште
- Споменик захвалности Француској
- Победник
- Победник
- Детаљ са Калемегдана
- Поглед са тврђаве
- Шеталиште у бедемима
- Макета града Деспота Стефана Лазаревића из 1405.
- Капела Свете Петке
- Карађорђев топ
- Црква Ружица
- Зграда тополивнице и војне кухиње
- спомен-табла одбрани Београда 1456. коју је водио Јанош Хуњади
- Савско шеталиште